# Brometo de estanho (II)
O brometo de estanho (II) é um composto químico de estanho e bromo com uma fórmula química de SnBr2. Estanho está no estado de oxidação +2. A estabilidade dos compostos de estanho neste estado de oxidação é atribuída ao efeito do par inerte.

## Estrutura e ligação
Na fase gasosa, o sal não é linear, apresentando uma configuração curvada semelhante a SnCl2 na fase gasosa. O ângulo Br-Sn-Br é 95 °, sendo o comprimento da ligação Sn-Br de 255pm. Existem evidências de dimerização na fase gasosa. A estrutura do estado sólido está relacionada ao SnCl2 e ao PbCl2 e os átomos de estanho possuem cinco átomos de bromo vizinhos em uma configuração bipiramidal aproximadamente trigonal.

## Obtenção
O brometo de estanho (II) pode ser preparado pela reação de estanho metálico e ácido bromídrico na ausência de oxigênio:
Sn + 2HBr→ SnBr2 + H2
Contudo, na presença de oxigênio, haverá a tendência de formação de brometo de estanho (IV).

## Reações
O SnBr2 é solúvel em solventes doadores, tais como acetona, piridina e dimetilsulfóxido, para dar adutos piramidais.
São conhecidos vários hidratos, como o 2 SnBr2·H2O, o 3 SnBr2·H2O e o 6 SnBr2·5H2O, o que na fase sólida possuem estanho coordenado por um prisma trigonal distorcido de 6 átomos de bromo com Br ou H2O ocupando uma ou duas faces. Quando dissolvido em HBr, o íon piramidal SnBr3- é formado. Como o SnCl2, é um agente redutor. Com uma variedade de brometos de alquila, pode ocorrer oxidação para produzir o tribrometo de alquilestanho.
SnBr2 + RBr→ RSnBr3
O brometo de estanho (II) pode atuar como um aduto de formação de um ácido de Lewis com moléculas doadoras, por exemplo, trimetilamina, formando NMe3.SnBr2 e 2 NMe3.SnBr2.
Ele também pode atuar como doador e receptor de elétrons, como por exemplo no complexo F3B.SnBr2.NMe3, sendo um doador para o trifluoreto de boro e um receptor para trimetilamina.